# Municipio de Butler (condado de Jackson)
El municipio de Butler (en inglés: Butler Township) es un municipio ubicado en el condado de Jackson en el estado estadounidense de Iowa. En el año 2010 tenía una población de 402 habitantes y una densidad poblacional de 4,28 personas por km². El condado se organizó en 1854 y recibió el nombre del general William O. Butler.

## Geografía
El municipio de Butler se encuentra ubicado en las coordenadas 42°14′56″N 90°49′47″O / 42.24889, -90.82972. Según la Oficina del Censo de los Estados Unidos, el municipio tiene una superficie total de 94.02 km², de la cual 93,94 km² corresponden a tierra firme y (0,08 %) 0,08 km² es agua.

## Demografía
Según el censo de 2010, había 402 personas residiendo en el municipio de Butler. La densidad de población era de 4,28 hab./km². De los 402 habitantes, el municipio de Butler estaba compuesto por el 99,5 % blancos, el 0,5 % eran asiáticos. Del total de la población el 0 % eran hispanos o latinos de cualquier raza.